# Johann Friedrich Benzenberg
Johann Friedrich Benzenberg, född 5 maj 1777 i Schöller vid Elberfeld, död 8 juni 1846 i Bilk vid Düsseldorf, var en tysk fysiker och astronom.
Benzenberg, som var prästson, studerade först teologi, men övergick till fysik och matematik. Tillsammans med en studiekamrat gjorde han iakttagelser över bland annat meteorers avstånd och hastighet. Under en vistelse i Hamburg (1804) utförde han fallförsök med blykulor, varmed han studerade en fritt fallande kropps avvikning från lodlinjen på grund av jordens rotation.
År 1805 blev Benzenberg professor i fysik och astronomi vid lyceet i Düsseldorf, men lämnade som fiende till Napoleon I, tjänsten 1810 och reste till Schweiz, där han levde som privatman och mest ägnade sig åt höjdmätning med barometer. Efter freden drog han till Paris, där han utgav en rad ekonomiska och politiska skrifter. Senare återvände han till Tyskland och inrättade sig 1844 i Bilk ett privatobservatorium. Julius Schmidt tjänstgjorde under Benzenbergs sista tid som hans observator.
Asteroiden 6734 Benzenberg är uppkallad efter honom.